# Pasterka (wieś)
Pasterka (niem. Passendorf) – wieś w Polsce położona w województwie dolnośląskim, w powiecie kłodzkim, w gminie Radków, w Górach Stołowych u północnych podnóży Szczelińców.

## Położenie
Miejsce przecięcia się kilku szlaków i baza wypadowa w najbardziej atrakcyjne partie Gór Stołowych. Do czasu wejścia Polski i Czech do strefy Schengen znajdowało się tutaj przejście graniczne Pasterka-Machovský kříž dla ruchu turystycznego.

Z uwagi na położenie miejscowości w granicach Parku Narodowego Gór Stołowych, możliwości jej rozwoju obwarowane są wieloma regulacjami, np. zakazem wznoszenia nowych obiektów mieszkalnych.

W Pasterce działa schronisko „Pasterka”, chata Łódzkiego Klubu Wysokogórskiego, dom wypoczynkowy „Szczelinka”, ośrodek rekolekcyjno-wypoczynkowy prowadzony przez Caritas Archidiecezji Wrocławskiej, ośrodek szkoleniowo-wypoczynkowy Dolnośląskiej Dyrekcji Dróg i Kolei, pensjonat „Biały Domek”, agroturystyka „Dom przy Kasztanach”, leśniczówka, w której znajduje się lokalna stacja Parku Narodowego, oraz kilka prywatnych domów letniskowych i gospodarstw wiejskich.

W centralnym punkcie wsi znajduje się kościół św. Jana Chrzciciela z roku 1787 o barokowym wyposażeniu wnętrza, którego rozmiary znacznie przekraczają obecne potrzeby mieszkańców. Obok kościoła znajduje się zabytkowy cmentarz z grobami liczącymi ponad 200 lat.

## Podział administracyjny
W latach 1975–1998 miejscowość położona była w województwie wałbrzyskim. Z trzech stron otoczona jest granicą z Czechami.

## Nazwa
W latach 1945–1946 wieś nosiła nazwę Pasza, zmienioną następnie przez Komisję Ustalania Nazw Miejscowości na obecną.
W języku czeskim notowana była forma Pasterkov.

## Historia
Początki Pasterki sięgają XIV lub XV wieku i związane są z kolonizacją czeską. W roku 1477 rejon Pasterki został włączony do hrabstwa kłodzkiego. W latach 1790–1791 nad miejscowością, przy starej drodze do Karłowa, zbudowano Baterię nad Pasterką, pruski fort drewniano-ziemny, obsadzony żołnierzami, lecz już w 1798 r. opuszczony dla oszczędności, w 1806 r. zupełnie. W 1840 roku miejscowość liczyła 60 domów, a w 1885 roku było w niej 653 mieszkańców. Na początku XX wieku Pasterka była jedną z największych wsi w Górach Stołowych, liczącą ponad 200 budynków, w tym dwa młyny wodne, gorzelnię, 30 warsztatów tkających bawełnę oraz urząd celny. Zabudowa miejscowości rozciągała się wówczas na wysokości 670–775 m n.p.m.
Przed II wojną światową Pasterka była dość dużą miejscowością wypoczynkową, liczącą około 1000 stałych mieszkańców i przyjmującą drugie tyle letników. W miejscowości funkcjonowały: urząd celny, gospoda i schronisko młodzieżowe. Po II wojnie światowej wieś opustoszała, zaś rolę głównego ośrodka turystycznego przejął pobliski Karłów. Wiele dawnych gospodarstw i domów letniskowych uległo zniszczeniu i rozbiórce, a na ich dawne istnienie wskazują obecnie tylko fundamenty ukryte wśród łąk i zarośli. Obecnie stała ludność wsi waha się w granicach 20 osób i jest najmniejszą miejscowością gminy Radków. Według Narodowego Spisu Powszechnego (2011) liczyła 21 stałych mieszkańców. W sezonie letnim liczba przebywających w niej osób jest jednak wielokrotnie większa. Wszystkie budynki na terenie wsi posiadają kanalizację i bieżącą wodę, co jeszcze do niedawna było ewenementem jak na tak małą miejscowość. System kanalizacyjny i wodny pochodzi jeszcze sprzed czasów II wojny światowej. Wszystkie budynki na terenie wsi są albo budowlami bezpośrednio przejętymi jako mienie poniemieckie, albo stanowią adaptacje i przebudowy dawnych budynków niemieckich.
We wsi znajduje się również unikatowa w Polsce hodowla owiec skudde. Jest to najmniejsza i najbardziej pierwotna rasa owiec w Europie. Te mało wymagające zwierzęta są używane do regulacji łąkowych ekosystemów głównie na terenach chronionych.
Powyżej Pasterki, przy zielonym szlaku do Karłowa znajduje się dawny kamieniołom piaskowca, w którym wyrabiano m.in. koła młyńskie.
Od 2012 we wsi odbywa się Dolnośląski Festiwal Podróżników 17 Południk.

## Zabytki
Według rejestru zabytków Narodowego Instytutu Dziedzictwa na listę zabytków wpisany jest obiekt:
- kościół filialny pw. św. Jana Chrzciciela z 1787 r., wzniesiony na miejscu drewnianego z roku 1612[7]. We wnętrzu zachowało się proste wyposażenie z XVIII wieku[7].

## Szlaki turystyczne
droga Szklary-Samborowice – Jagielno – Przeworno – Gromnik – Biały Kościół – Nieszkowice – Żelowice – Ostra Góra – Niemcza – Gilów – Piława Dolna – Owiesno – Góra Parkowa – Bielawa – Kalenica – Zdrojowisko – Nowa Ruda – Przełęcz pod Krępcem – Sarny – Tłumaczów – Gajów – Radków – Skalne Wrota – Pasterka – Przełęcz między Szczelińcem Wlk. a Szczelińcem Małym – Karłów – Lisia Przełęcz – Białe Skały – Skalne Grzyby – Batorów – Skała Józefa – Duszniki-Zdrój – Schronisko PTTK „Pod Muflonem” – Szczytna – Zamek Leśna – Polanica-Zdrój – Łomnicka Równia – Huta – Bystrzyca Kłodzka – Igliczna – Międzygórze – Przełęcz Puchacza
Trasy i czas pokonania ich pieszo latem:
- Pasterka – Karłów 30 minut
- Pasterka – Szczeliniec Wielki 50 minut
- Pasterka – Radków 2 godziny
- Pasterka – Ostra Góra (przejście turystyczne z Czechami) 35 minut
- Pasterka – Błędne Skały – 1 godzina i 45 minut

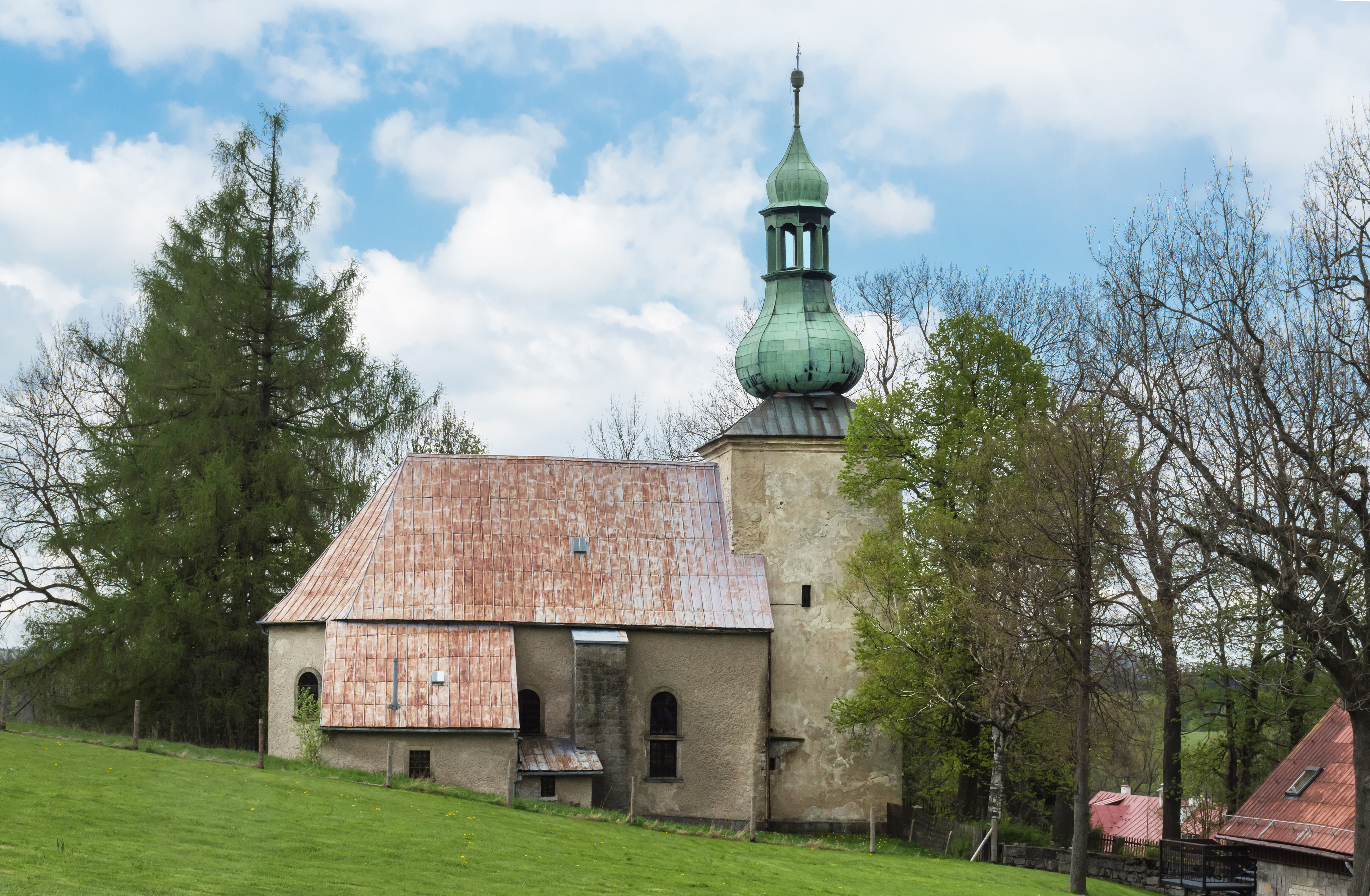
Kościół
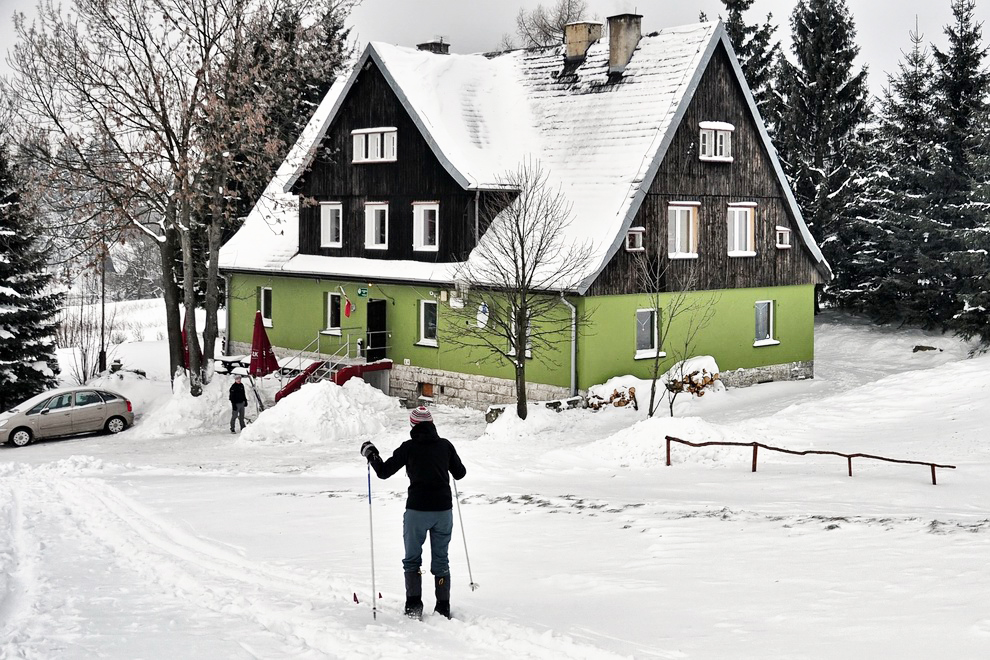
Schronisko PTTK „Pasterka”
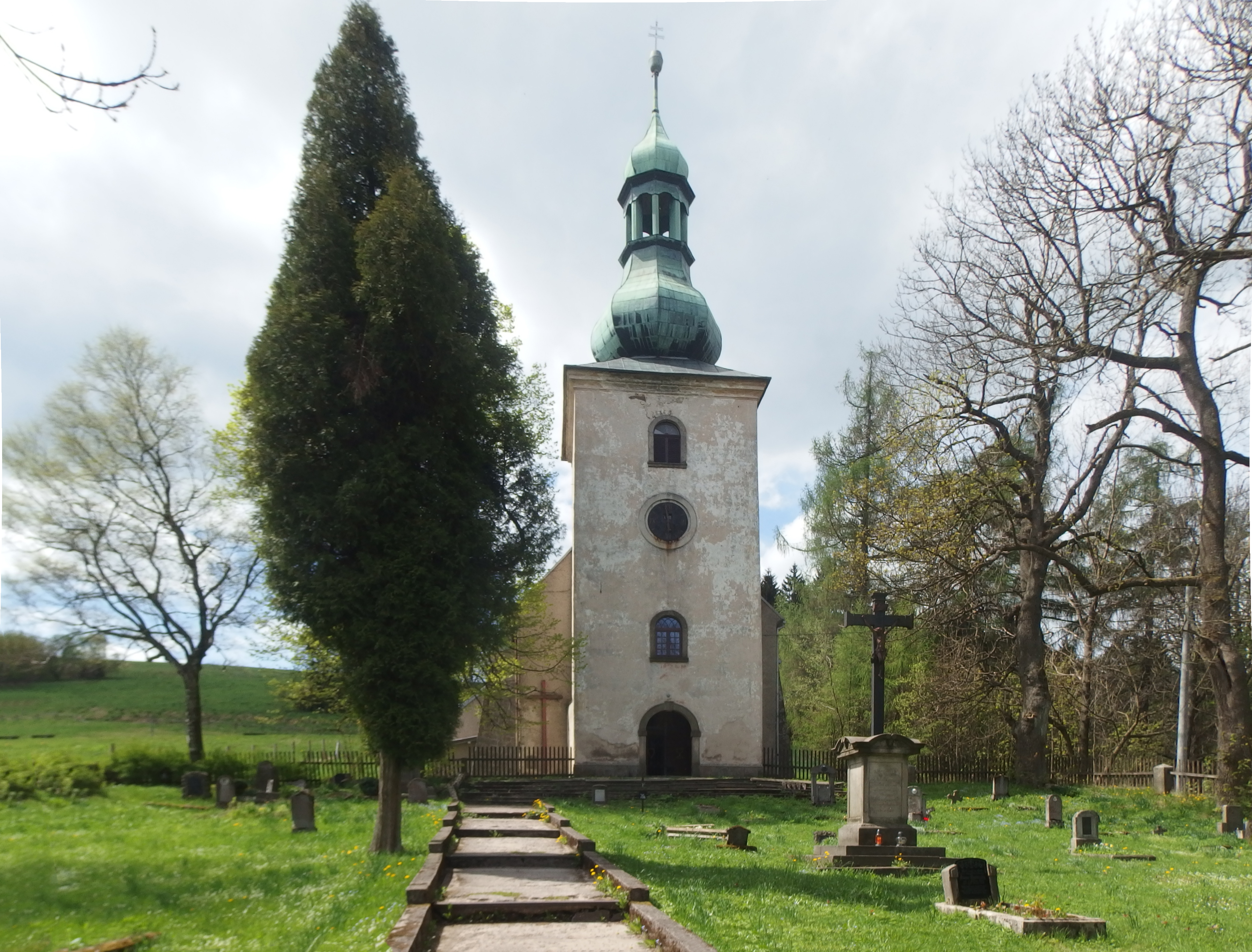
Kościół
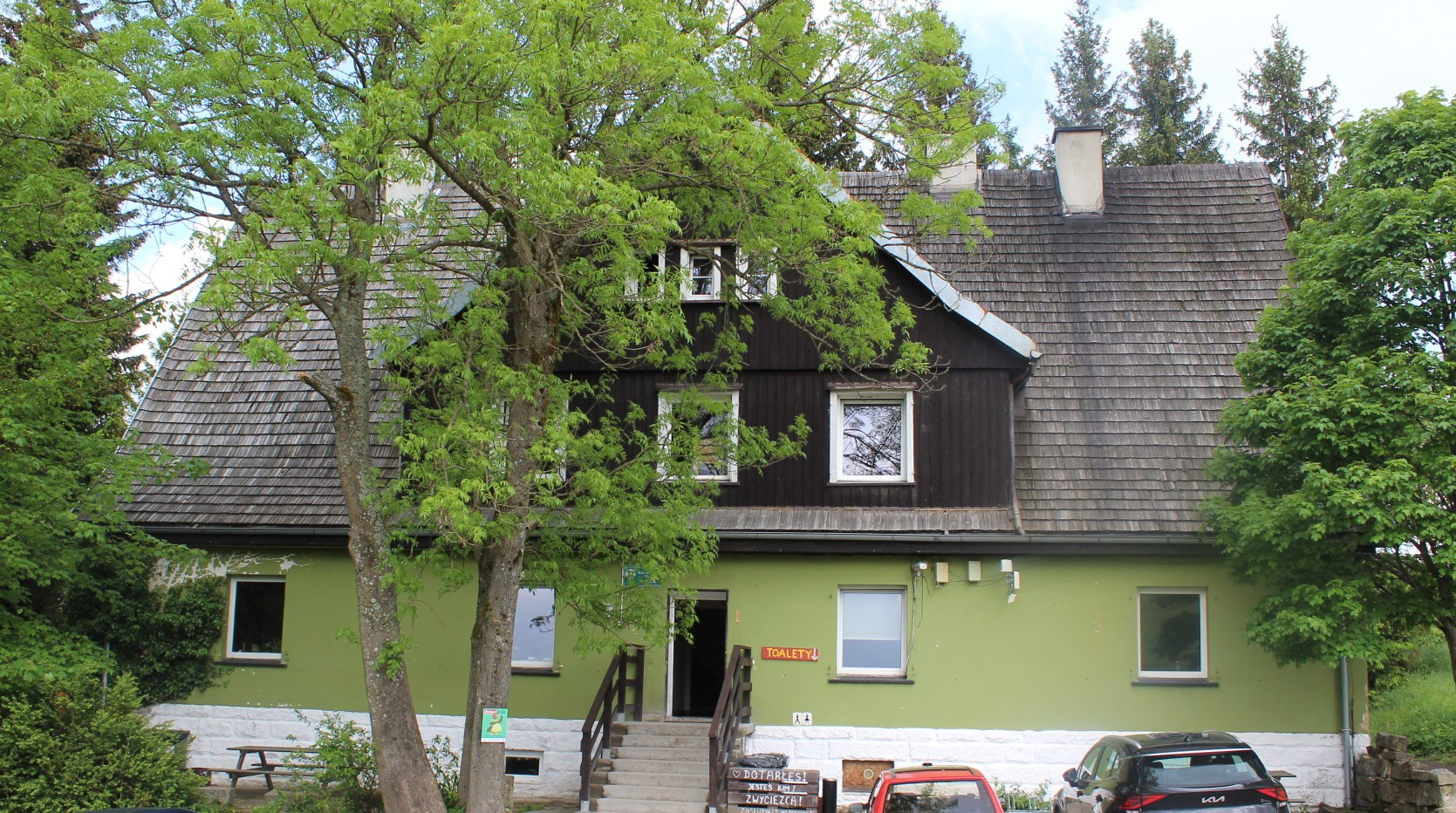
Schronisko PTTK „Pasterka”
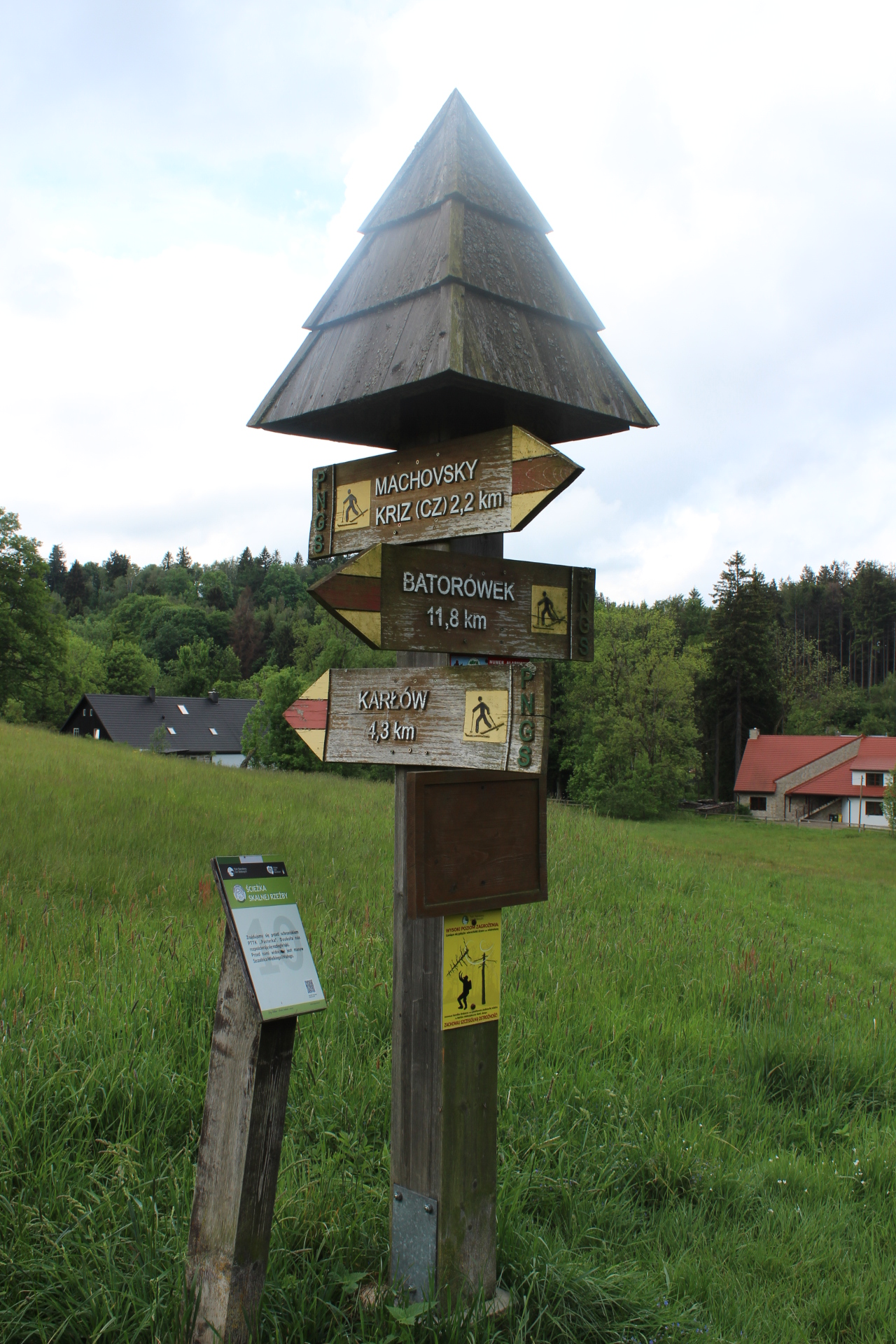
Znak
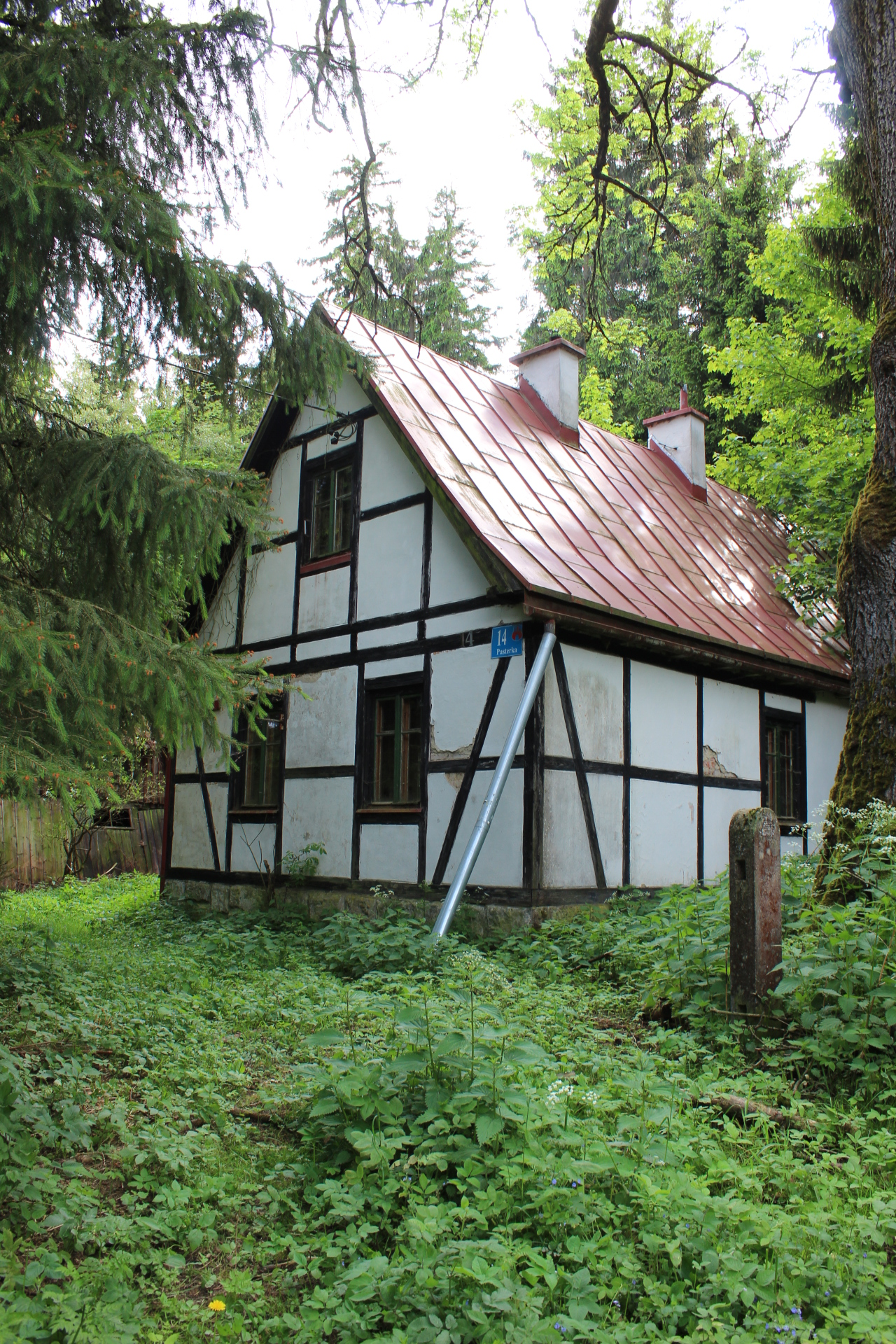
Dom